# St. Bartholomäus (Mistelbach)

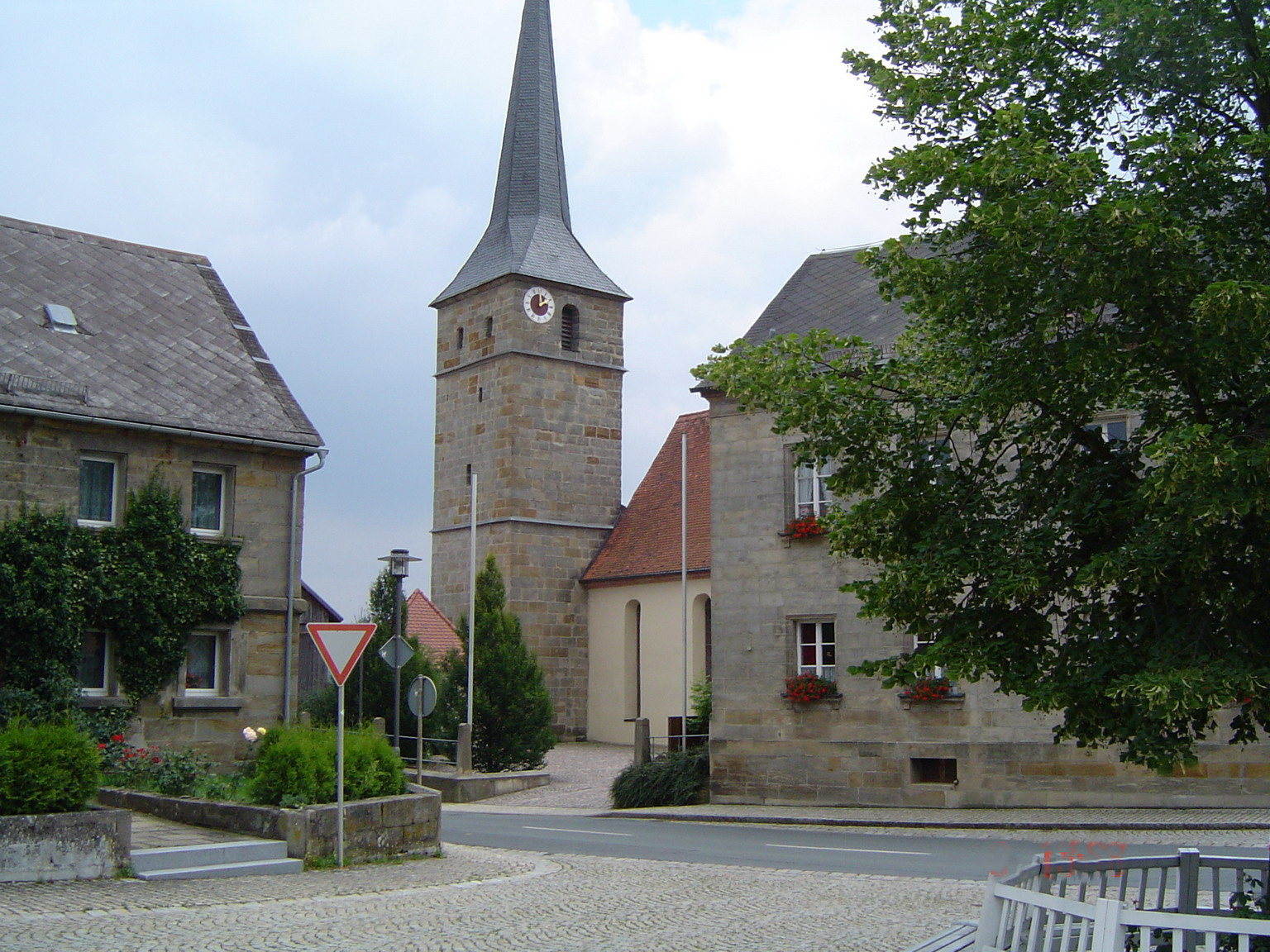
St. Bartholomäus (Mistelbach)

Die denkmalgeschützte evangelische Pfarrkirche St. Bartholomäus steht in Mistelbach, einer Gemeinde im Landkreis Bayreuth (Oberfranken, Bayern). Das Bauwerk ist unter der Denkmalnummer D-4-72-166-2 als Baudenkmal in der Bayerischen Denkmalliste eingetragen. Die Pfarrei gehört zum Dekanat Bayreuth-Bad Berneck im Kirchenkreis Bayreuth der Evangelisch-Lutherischen Kirche in Bayern.

## Beschreibung
Die beiden unteren Geschosse des Chorflankenturms an der Nordwand des eingezogenen Chors, der mit einem Pultdach bedeckt ist, stammen vom Ende des 14. Jahrhunderts. Er wurde Ende des 17. Jahrhunderts um ein Geschoss aufgestockt, das die Turmuhr und den Glockenstuhl beherbergt, und mit einem achtseitigen, schiefergedeckten Knickhelm bedeckt.
Bei dem Chor mit romanischen Rundbogenfenstern handelt es sich um den ältesten Teil der Kirche, der bereits im 12. oder 13. Jahrhundert entstand. Das mit einem Satteldach bedeckte Langhaus wurde im 15. Jahrhundert gebaut. Es wurde 1710/11 erhöht, um im Innenraum, der mit einem hölzernen Tonnengewölbe überspannt wurde, eine doppelstöckige Empore einbauen zu können. Die Brüstung der unteren Empore zeigt Emporenmalerei von Elias Brentel und Friedrich Brentel bemalt, die obere von Johann Peter Langheinrich. Beide zeigen das Leben und Wirken Jesu. Der Altar wurde 1712, die Kanzel 1715 gebaut.
Beim Kirchenpatron handelt es sich, wie der Name der Kirche verrät, um den Apostel Bartholomäus. Allerdings erst seit der Zeit der Reformation, davor war dies der heilige Martin.